# Dorfkirche Jeserig (Mühlenfließ)

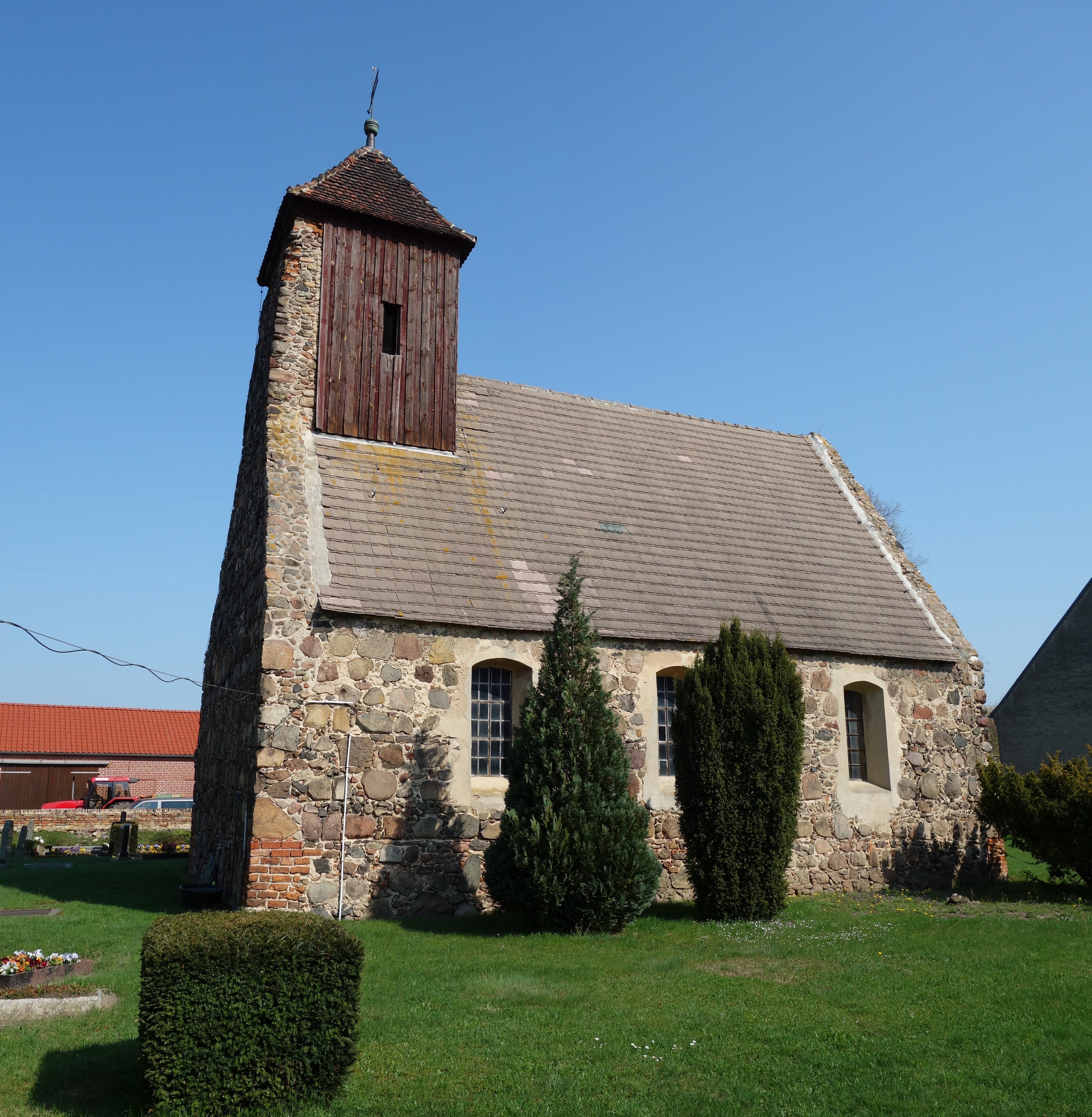
Dorfkirche Jeserig (Mühlenfließ)

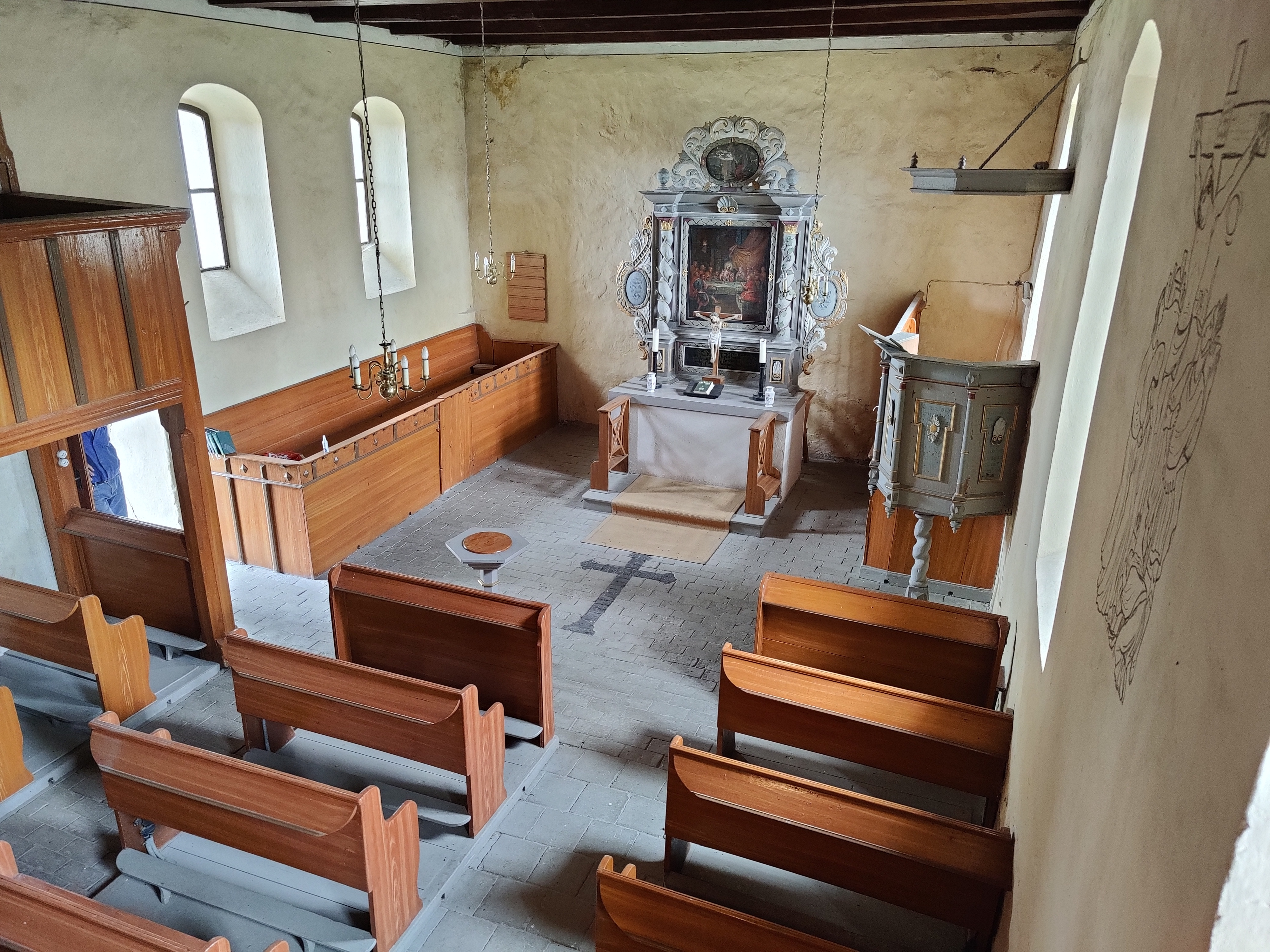
Innenraum, Blick nach Westen

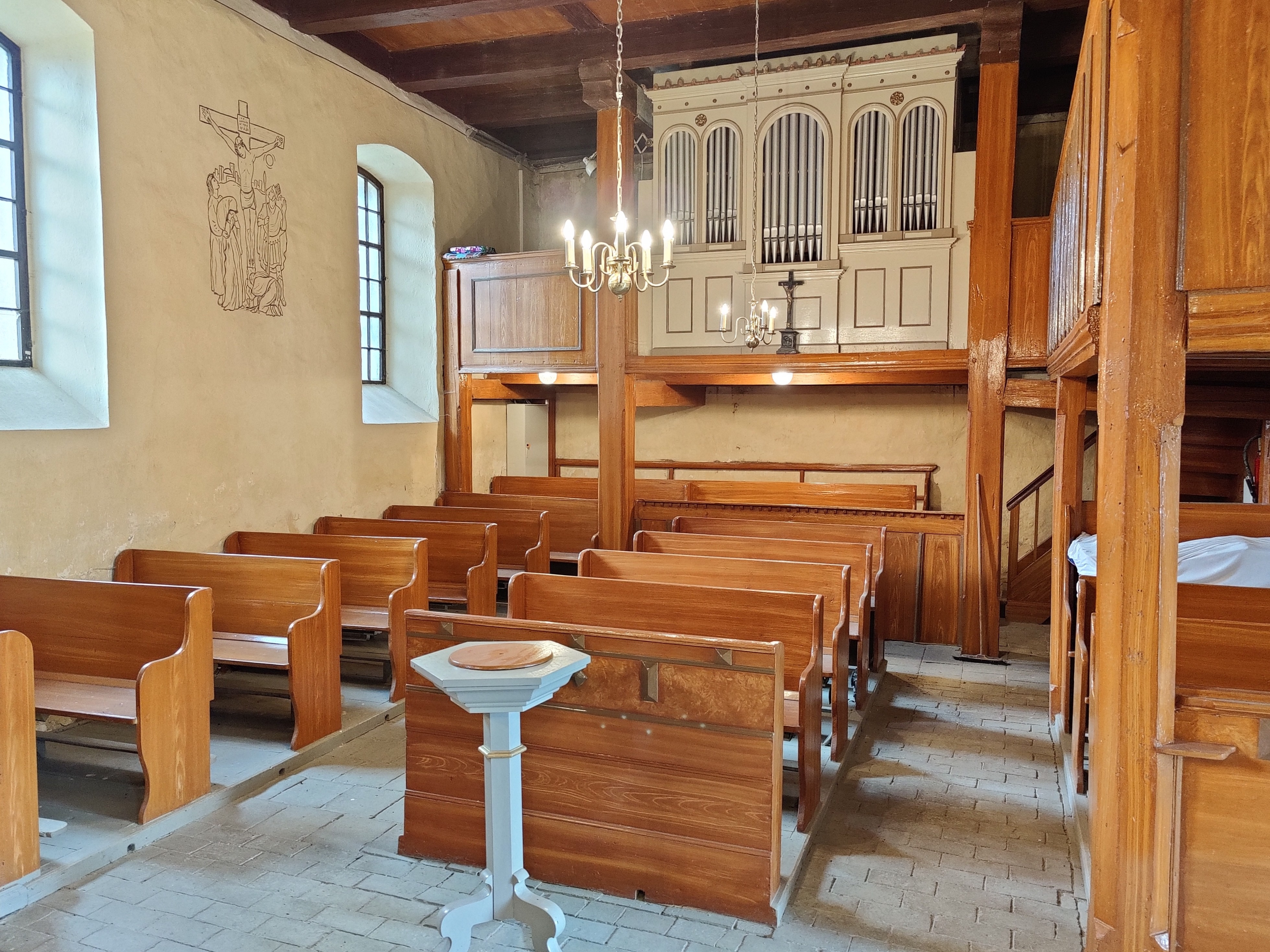
Innenraum, Blick nach Osten

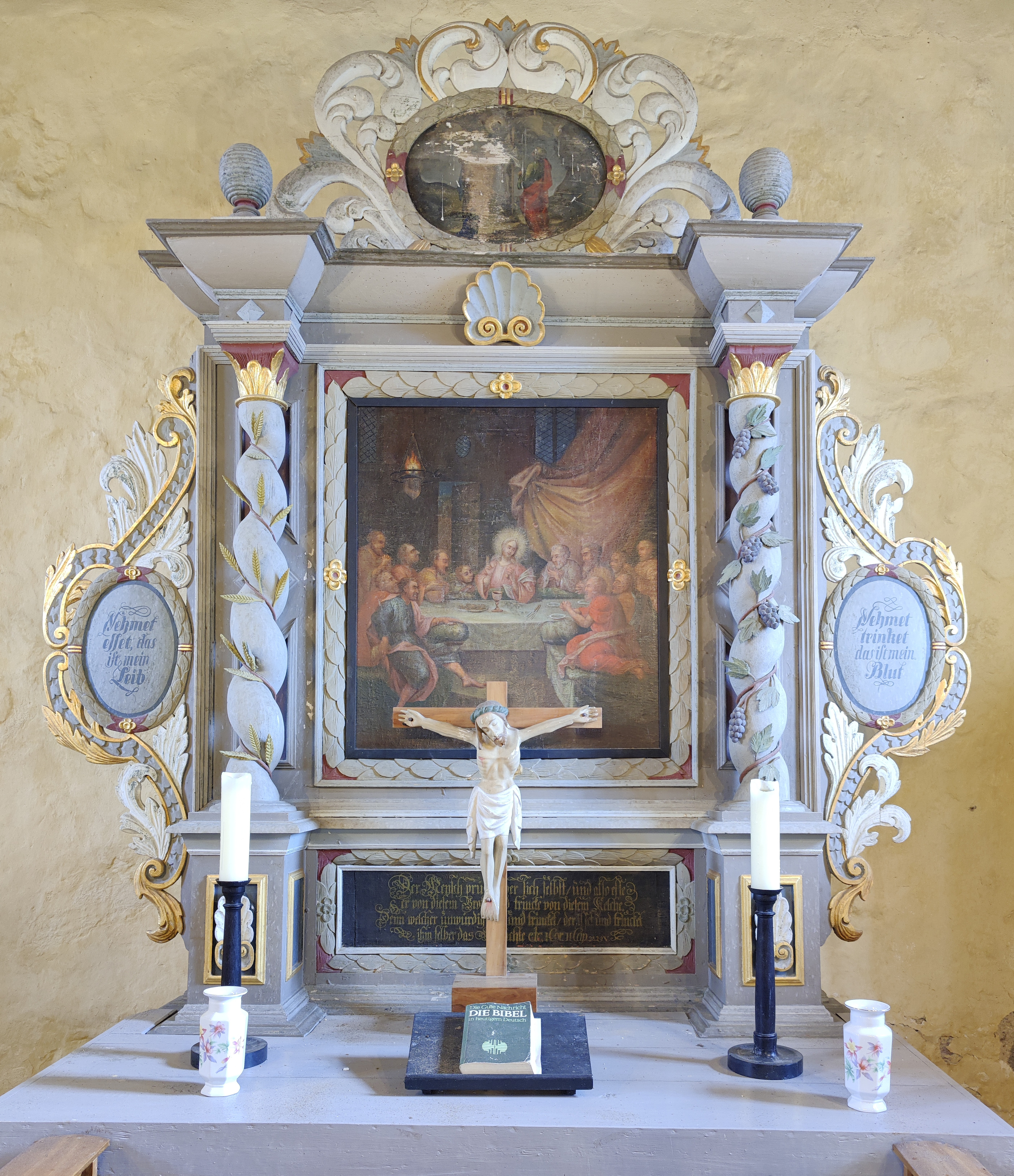
Altaraufsatz

Die evangelische Dorfkirche Jeserig ist ein mittelalterlicher, rechteckiger Feldsteinbau im Ortsteil Jeserig der Gemeinde Mühlenfließ im Landkreis Potsdam-Mittelmark in Brandenburg. Sie gehört zur Kirchengemeinde Schlalach im Evangelischen Kirchenkreis Mittelmark-Brandenburg der Evangelischen Kirche Berlin-Brandenburg-schlesische Oberlausitz.

## Geschichte und Architektur
Die Kirche ist ein rechteckiger Feldsteinbau, der vermutlich aus dem 14./15. Jahrhundert stammt. Über dem Westgiebel ist ein Dachturm mit massiver Westwand angebracht, der um 1850 erneuert wurde. Die Öffnungen wurden später korbbogig verändert. Das Innere der Kirche ist flachgedeckt. Emporen sind im Westen und Norden eingebaut. Das Mauerwerk ist unregelmäßig ausgeführt, teilweise wurde Ziegelbruch mit vermauert. Auf der Nordseite sind ein rundbogiges Nordportal und eine Priesterpforte angeordnet, die jeweils mit Ziegeln ausgekleidet sind.

## Ausstattung
Das Hauptstück der Ausstattung ist ein Altaraufsatz aus Holz, der auf das Jahr 1724 datiert ist. Er zeigt ein Abendmahlsgemälde zwischen gedrehten Weinlaubsäulen und Ornamentwangen mit Medaillons. Im Aufsatz ist ein ovales Kreuzigungsgemälde zu sehen. Dieselbe Werkstatt war tätig in Alt Bork, Niederwerbig, Preußnitz und Schwanebeck. 
Die hölzerne Kanzel entstand wohl zur gleichen Zeit, der anschließende vergitterte Pfarrstuhl sowie das Kastengestühl sind mit Resten von Rankenmalerei aus der zweiten Hälfte des 17. Jahrhunderts versehen. Ein kleines hölzernes Kruzifix stammt aus dem ersten Viertel des 19. Jahrhunderts, der Kreuzesstamm wurde ergänzt. An der Südwand befindet sich eine gemalte Kreuzigungsgruppe. Eine Glocke aus dem Jahr 1623 dient als Geläut. Das zinnerne Taufbecken stammt aus dem Jahr 1724.

## Orgel
Die pedallose Orgel von Friedrich Wilhelm Lobbes (Niemegk) aus dem Jahr 1879 wurde 2000 durch Burkhard Möller saniert. Die Disposition lautet:
| Manual C–d3 |    |
| Principal   | 8′ |
| Gedact      | 8′ |
| Octava      | 4′ |
| Flöte       | 4′ |
| Octava      | 2′ |

- Evacuant